# تماسک
تماسک (به انگلیسی: Temasek) شرکت هلدینگ سرمایه‌گذاری دولتی سنگاپور است، که در زمینه مدیریت سرمایه‌گذاری، مدیریت دارایی، مدیریت ثروت و معاملات سهام شرکت‌ها، فعالیت می‌کند. دفتر مرکزی این شرکت در مرکز شهر سنگاپور قرار دارد.
شرکت تماسک در سال ۱۹۷۴ توسط دولت سنگاپور تاسیس شد و در حال حاضر مالک یا سهام‌دار شرکت‌های مهندسی اس‌تی، مدیاکورپ، گروه سرتیس، سنگاپور ایرلاینز (۵۷٪)، سینگ‌تل (۶۳٪)، کانتاس، دی‌بی‌اس بانک (۲۸٪)، بانک چین (۱۱٪)، کپیتال لند، بانک سازندگی چین (۵٪) و هاچیسون وامپو (۴۰٪) اشاره کرد. این شرکت‌ها در کشورهای مالزی، استرالیا، چین، سنگاپور، اندونزی و تایلند مستقر می‌باشند و در حوزه‌هایی چون ترابری، مخابرات، املاک و مستغلات، خدمات مالی، رسانه‌های گروهی، انرژی و فناوری اطلاعات فعالیت می‌کنند.